# Canción de muchacho
Canción de muchacho es el primer disco del cantautor uruguayo Eduardo Darnauchans. Fue publicado en vinilo por el sello Sondor en 1973. Darnauchans lo grabó cuando tenía dieciocho años. 

## Estilo musical
El disco posee variadas influencias. Darnauchans fue uno de los pocos músicos de su época en vincular la canción acústica y el folclore con la música anglosajona y el rock. Proviene de Tacuarembó y del grupo artístico que se gestó en dicha ciudad, propulsado por el poeta y profesor de literatura Washington Benavides, del cual este disco se nutre ampliamente de su repertorio. También se nutre del repertorio de Víctor Cunha, otro integrante del Grupo de Tacuarembó.
Se perciben influencias de Bob Dylan, Leonard Cohen y Donovan. También hay influencias de la canción sefradí y de la chanson française; de la música uruguaya se ven influencias de los primeros compositores de la música popular como Osiris Rodríguez Castillos.

## Lista de canciones
| Lado A |                             |                                            |          |  |
| N.º    | Título                      | Escritor(es)                               | Duración |  |
| 1.     | «Milonga de Manuel Flores»  | Jorge Luis Borges - Eduardo Darnauchans    |          |  |
| 2.     | «Canción de muchacho»       | Washington Benavides - Eduardo Darnauchans |          |  |
| 3.     | «Nadie»                     | Washington Benavides - Eduardo Darnauchans |          |  |
| 4.     | «Alicia maravilla»          | Víctor Cunha - Eduardo Darnauchans         |          |  |
| 5.     | «Canción 2 de San Gregorio» | Washington Benavides - Eduardo Darnauchans |          |  |

| Lado B |                                |                                                        |          |  |
| N.º    | Título                         | Escritor(es)                                           | Duración |  |
| 1.     | «Canción por la España obrera» | Líber Falco - Eduardo Darnauchans                      |          |  |
| 2.     | «Baladetta»                    | Víctor Cunha - Eduardo Darnauchans                     |          |  |
| 3.     | «Niñez de luz»                 | Eduardo Darnauchans                                    |          |  |
| 4.     | «Corazón de coraza»            | Mario Benedetti - C. Da Silveira - Eduardo Darnauchans |          |  |
| 5.     | «Para que no pienses»          | Eduardo Darnauchans                                    |          |  |
| 6.     | «Canción para nosotros»        | Víctor Cunha - Eduardo Darnauchans                     |          |  |

## Reediciones
- Fue reeditado en CD en 1998 por el sello Sondor.